# Герштенцвейг, Александр Данилович
Алекса́ндр Дани́лович Герштенцве́йг (1818 год — 24 октября 1861 года, Варшава) — российский военно-государственный деятель.

## Биография
Из дворян Ковенской губернии. Лютеранин. Сын генерала от артиллерии Даниила Герштенцвейга. Пожалован в придворное звание пажа 17.07.1825. Поступил в Пажеский корпус 11.10.1830. Пожалован в камер-пажи 28.07.1836. С 27 июля 1837 года из камер-пажей произведён в прапорщики лейб-гвардейского Преображенского полка.
3 января 1840 года А. Д. Герштенцвейг был назначен адъютантом к дежурному генералу Главного штаба Его Величества генерал-адъютанту графу Клейнмихелю. 16 апреля 1840 года был произведен в подпоручики, 12 апреля 1842 года — в поручики. В той должности командировался для осмотра телеграфных линии между С.-Петербургом, Псковом и Динабургом, проведения служебных расследований о непорядках в телеграфных местах, в апреле 1842 командирован на гжатские и верхневолжские пристани, в июне 1842 - в Рыбинск, для наблюдения за заготовкой провианта для с.-петербургских и попутных магазинов.
31 августа 1842 года он был назначен адъютантом к графу Клейнмихелю как главноуправляющему путями сообщения и публичными зданиями. В этой должности исполнял важные поручения: осматривал телеграфные линии Варшавской дирекции, Московское шоссе и дороги Киевской, Волынской и Подольской губерний; исследовал причины, замедлявшие судоходство по Свирскому и Тихвинскому каналам, рекам Шексна, Тверца и Цна, проводил следствие о злоупотреблениях полицмейстера и депутации (дирекции) Цнинского судоходства; наблюдал за исполнением подрядчиками земляных работ на Петербургско-Московской железной дороге.
7 апреля 1846 года он был произведен в штабс-капитаны. С 6 июня 1847 уволен в годовой отпуск, а 6 сентября 1847 отчислен от должности адъютанта во фронт в свой полк и, находясь в отпуске, с 11 апреля 1848 произведен в капитаны Преображенского полка; прибыл из годового отпуска в полк 17 мая 1848. C 30 декабря 1848 назначен командиром роты Его Светлости Свиты Его Императорского Величества 2-го батальона полка; с 10 марта 1849, по высочайшему повелению, командирован с усиленной ротой Его Императорского Величества 1-го батальона полка в Москву. Не прибывая из командировки обратно в полк, с 3 апреля 1849 пожалован во флигель-адъютанты Его Величества.
В новом звании с 8 мая 1849 сопровождал государя в Варшаву, откуда, распоряжением императора, командирован в Венгрию. С 13 июня 1849 участвовал в венгерском походе в отряде генерал-лейтенанта Ф. С. Панютина, выполнял разные поручения и участвовал в нескольких сражениях. Наиболее крупные из них произошли у селения Перед, под крепостью Коморно и г. Вейценом, в июне — июле 1849 года. За Венгерскую кампанию получил чин полковника (за отличие, оказанное в сражении при с. Перед), орден Святого Владимира 4 степени с бантом (за сражения под Коморно), австрийский орден Леопольда 3 степени (за отличие в сражении при с. Перед) и 2 степени в целом за кампанию. 3 августа 1849 послан главнокомандующим Паскевичем из Гросс-Вардейна к государю с известием о сдаче Гергея под Вилагошем; 12 августа отправлен государем из Варшавы в Вену с особенным поручением к императору Австрийскому Францу-Иосифу I; с 24 августа отправлен из Варшавы в С.-Петербург, а 2 сентября - в Москву, со знаменами и штандартами, захваченными у неприятеля.
С сентября 1849 по сентябрь 1850 года осматривал войска 3-го пехотного корпуса, резервные дивизии 3-го и 4-го пехотных корпусов, проводил смотр и секретное следствие в отношении войск 16-й пехотной дивизии. С 27.09.1850 отправлен в Варшаву и состоял при императоре Австрийском, приезжавшем в Россию. В декабре 1850 отправлен осматривать учебные карабинерные полки, а в марте 1851 - для смотра резервных и запасных батальонов 15-й пехотной дивизии. С 23 ноября 1851 отправлен усмирять бунт крестьян в Валдайском и Боровичском уездах Новгородской губернии. По личному изустному распоряжению Николая I, в декабре 1851 производил при 3-м отделении Собственной Его Императорского Величества канцелярии следствие над лицами, прикосновенными к вышеупомянутому возмущению. Он неоднократно осматривал части войск, расположенные в разных местностях империи, сопровождал государя на смотры в Белую Церковь (1850), Москву и Луцк (1851), Гомель (1852), наблюдал за действиями по рекрутскому набору в Курской губернии (1852) и выполнял др. поручения. В 1852 сопровождал императора в заграничном путешествии и 15 мая из Ченстохова отправлен в Потсдам к государыни императрице с известием о благополучии Николая I после железнодорожной аварии. В январе 1853 командирован для отбора нижних чинов из четырех учебных карабинерных полков и семнадцати батальонов внутренней стражи в лейб-гвардии Преображенский полк. В сентябре-октябре 1853 сопровождал императора в Варшаву и в заграничное путешествие. В октябре 1853 командирован для смотра резервной дивизии 5-го армейского корпуса, с секретным поручением «подробно вникнуть в дух и образ мыслей крымских татар». 
С апреля по август 1854 несколько раз командировался в Финляндию с секретными поручениями, касательно обороны основных русских укреплений на Балтике, включая базы флота и укрепления на Аландских островах, формирования 1-го и 2-го  финских поселенных батальонов. Отправленный с особым высочайшим поручением в Крым, он с 30 декабря 1854 по 19 января 1855 принимал участие в обороне Севастополя. 15 февраля 1855 командирован в Кишинёв, для объявления ген.-адъютанту князю М. Д. Горчакову о назначении его главнокомандующим Южной армией и военно-сухопутными и морскими силами, в Крыму находящимися. По кончине императора Николая I был командирован в Бердичев и в Кишинёв для объявления о вступлении на престол Александра II и приведения к присяге войск Кирасирского корпуса и Дунайской армии.17 апреля 1855 был произведён в генерал-майоры, с назначением в свиту Его Величества. В том же апреле командирован в Южную армию для смотра войск 7-й и 15-й действующих и резервных пехотных дивизий, резервных батарей 3-й и 5-й артиллерийских дивизий. В июле 1855 командирован в Финляндию для смотра войск и порохового завода. 29 июля 1855 находился при обороне Свеаборга во время бомбардировки крепости и гельсингфорсских береговых батарей союзной англо-французской эскадрой. 
С 20 августа 1855 — помощник дежурного генерала Главного штаба, с оставлением в свите Его Величества. 
С 8 сентября 1856 — и. д. дежурного генерала Главного штаба, с оставлением в свите императора. 
С 30 ноября 1856 — член особого комитета, высочайше учрежденного в 1852 году, под председательством Его Императорского Высочества принца Петра Ольденбургского, для обсуждения предложений к сокращению приноса грудных детей в Воспитательные дома. 
С 10 января 1857 — член комитета для написания проекта положения о преобразовании заведений военных кантонистов в военные школы для обучения детей воинских чинов и других сословий. 
С 28 января 1858 — член комиссии, высочайше учреждённой для улучшений по военной части. 
С 17 апреля 1858 — утверждён в должности дежурного генерала Главного штаба, с оставлением в свите императора.   
С 17 апреля 1859  — утверждён в звании и должности генерал-адъютанта свиты Его Величества, с оставлением в должности. 
С 23 марта 1860 — член особого комитета для пересмотра вновь составленных положения, штата и табели для Аудиторского училища Военного м-ва.
С 15 апреля 1860 — член комитета для предложений об устройстве в Павловске кавалерийской специальной школы.
С 18 марта 1861 — назначен членом присутствия Еврейского комитета, от Военного м-ва, при обсуждении вопросов об уравнивании прав и преимуществ военнослужащих евреев с прочими нижними чинами.    
С 23 апреля 1861 пожалован в чин генерал-лейтенанта, с оставлением в звании генерал-адъютанта и должности. С 6 августа 1861 назначен на должность варшавского военного генерал-губернатора и главным директором, председательствующим в правительственной комиссии внутренних дел Царства Польского, с оставлением в звании генерал-адъютанта свиты. 
Занимался благотворительностью. Состоял членом-посетителем с.-петербургского Общества посещения бедных.  

## Дуэль и смерть
Губернатор стал жертвой так называемой американской дуэли. После ссоры с наместником Царства Польского российским генералом графом Карлом Карловичем Ламбертом, произошедшей из-за конфликта полномочий двух управителей польской столицы и резкого объяснения, чтобы избежать наказания за классическую дуэль, враги предпочли её «американский» вариант, то есть самоубийство вытянувшего неблагоприятный жребий. Секундантом с неохотой выступил генерал Хрулёв. Узелок платка достался Герштенцвейгу, и утром 5 октября 1861 года он сделал в себя два выстрела из пистолета, из которого застрелился его отец. Получил тяжелые ранения и через 19 дней скончался. Исключен из списков 7 ноября 1861 года. Похоронен в Троице-Сергиевой пустыни под Санкт-Петербургом.

## Военное строительство
По должности дежурного генерала Главного штаба, А. Д. Герштенцвейг принимал участие в военной реформе Александра II и был разработчиком ряда новых штатов русских войск, военных управлений и заведений. За его подписью разработаны и высочайше утверждены следующие документы военного строительства: 
- Штатная ведомость о числе чинов, какое полагается в Управлении Кавказской гренадерской Его Императорского Высочества великого князя Михаила Николаевича артиллерийской бригады[4].
- Штатная ведомость о числе чинов, какое полагается в Управлении линейными батальонами в Закавказском крае[5].
- Штатная ведомость о числе чинов, какое полагается в Управлении Кавказской гренадерской дивизии[5].
- Положение об изменениях в составе армейской кавалерии[6].
- Росписание о штандартах и знаках отличий, поступающих в драгунские полки, образуемые чрез слияние кирасирских кадровых полков с драгунскими[5].
- Штатная ведомость о числе чинов, какое полагается в мирное время на службе в 5-м резервном эскадроне каждого из полков 4-й, 6-й и 7-й лёгких кавалерийских дивизий[5].
- Штатная ведомость о числе чинов, какое полагается в мирное время в каждом из драгунских, уланских и гусарских полков 4-й, 6-й и 7-й лёгких кавалерийских дивизий, 4-х эскадронного состава[5].
- Положение об устройстве этапов на Кавказе[7].
- Штатная ведомость о числе чинов, полагаемых в кавказских инвалидных командах[5].
- Штатная ведомость о числе чинов, какое полагается в каждом из содержимых в мирное время на службе 1, 2, 3, 4, 5 и 6-го резервных стрелковых батальонов, трёх-ротного состава[8].
- Штатная ведомость о числе чинов и лошадей, какое полагается иметь по военному времени, в каждой из двух облегчённых батарей гвардейской конной артиллерии[9].
- Штатная ведомость о числе чинов и лошадей, какое полагается иметь по мирному времени, в каждой из двух облегчённых батарей гвардейской конной артиллерии[5].

## Награды
- Орден Святого Станислава 3-й ст. (16.04.1841)
- Благодарность главноуправляющего путями сообщения и публичными зданиями, за удовлетворительное донесение о причинах затруднений, встреченных судоходством в Свирском канале (3.11.1842)
- Высочайшее благоволение, за отличное исполнение поручения по судоходству Цнинскому (27.05.1843)
- Орден Святой Анны 3-й ст. (26.03.1844)
- Монаршее благоволение, за отличное и вполне удовлетворительное исполнение поручения по осмотру и исправлению дорог в Киевской, Волынской и Подольской губерниях (25.04.1846)
- Монаршее благоволение, за действия к успешному препровождению судов через реку Цну, в навигацию 1847 года (29.05.1847)
- Чин полковника, за отличие, оказанное в сражении при деревне Перед (15.06.1849)
- Орден Святого Владимира 4-й ст., с бантом, за отличие и мужество, оказанное в сражениях 20 и 29 июня, 2 и 11 июля 1849 под Коморном (20.08.1849)
- Особенное высочайшее благоволение, за осмотр войск 3-го армейского корпуса (25.12.1849)
- Орден Святой Анны 2-й степени (25.07.1851)
- Высочайшее благоволение, за усмирение крестьян в Новгородской губернии (24.12.1851)
- Особенное удовольствие Его Величества, за исполнение поручения, по случаю осмотра кадров и складов резервной и запасной пехоты (24.03.1852)
- Особенное высочайшее благоволение, за отличие на маневрах (14.08.1853)
- Особенное монаршее благоволение, за осмотр резервной дивизии 5-го армейского корпуса (5.01.1854)
- Монаршее благоволение, за осмотр 1-й пехотной дивизии (23.05.1854)
- Орден Святой Анны 2-й степени, императорской короной украшенный (11.04.1854)
- Высочайшее благоволение, за отличие по командировке в Крым и Севастополь (25.01.1855)
- Благодарность Николая I за верную службу, по званию флигель-адъютанта свиты Его Величества, извлеченная из духовного завещания императора (31.03.1855)
- Чин генерал-майора и  должность генерала Свиты Его Величества (17.04.1855)
- Высочайшее благоволение, за осмотр финских стрелковых поселенных батальонов и Эстермирского порохового завода (4.07.1855)
- Орден Святого Владимира 3-й ст., за неутомимо-усердную, примерно-ревностную службу и особенные труды (15.04.1856)
- Монаршая благодарность, за дельный и многосложный труд по составлению Положения о переформировании пехоты Гвардейского и Гренадерского корпусов (8.08.1856)
- Орден Святого Станислава 1-й ст., в награду отлично-усердной службы и особенных трудов (26.08.1856)
- Монаршая благодарность, за составление Положения о переформировании пехоты 1, 2, 3, 4, 5 и 6-го армейских корпусов (31.08.1856)
- Монаршее благоволение, за труды по по Комитету, учрежденного для составления предложений о преобразовании заведений военных кантонистов в кантонистские училища (23.08.1857)
- Орден Святой Анны 1-й степени, в награду отлично-усердной службы, и неутомимых и полезных трудов (30.08.1857)
- Монаршая благодарность, за труды по улучшению содержания чинов военно-сухопутного ведомства (3.06.1859)
- Монаршая благодарность, за труды о сокращении сроков обязательной службы и об уравнении прав и преимуществ нижних чинов (28.08.1859)
- Монаршая благодарность, за труды по составлению Росписи и Положения о призыве отпускных нижних чинов на укомплектование резервной Кавказской дивизии (29.12.1859)
- Золотая медаль «За строительство Кремлёвского Дворца» (1849)
- Серебряная медаль «За усмирение Венгрии и Трансильвании» (1850)
- Серебряная медаль «За защиту Севастополя с 13 сентября 1854 по 28 августа 1855» (1856)
- Светло-бронзовая медаль «В память войны 1853—1856», на Андреевской ленте (1856)
- Знак отличия «Беспорочная служба XV» (22.08.1856)
- Чин генерал-лейтенанта, за отличие по службе (23.04.1861)

Иностранные:
- Австрийский Орден Леопольда рыцарский крест, за усмирение Венгрии (2(14).07.1849)
- Австрийский Орден Леопольда командорский крест, за усмирение Венгрии (13(25).10.1849)
- Прусский Орден Красного орла 3-й степени (май 1852)
- Прусский Орден Святого Иоанна Иерусалимского (май 1852)
- Прусский Орден Красного орла 2-й степени, со звездою (8.09.1856)

Прочие:
- Серебряный вызолоченный кубок, поднесенный от московского купечества, по случаю доставления в Москву знамен венгерской армии, с высочайшего разрешения (1849);
- Золотая табакерка, украшенная алмазами, с вензелевым изображением имени Его Величества (октябрь 1850);
- Золотая табакерка, украшенная алмазами, с вензелевым изображением имени императора Австрийского (апрель 1852);
- Золотая табакерка, украшенная алмазами, с вензелевым изображением имени императора Австрийского (сентябрь 1853);
- Производство, вместо вмененной аренды, из Государственного казначейства, ежегодной платы в сумме 2000 руб. серебром, в течение 12 лет (17.04.1860)

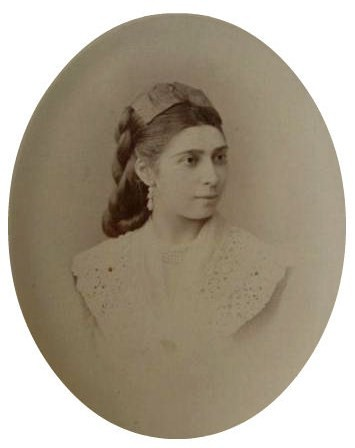
Елизавета Гончарова

## Семья
Внук польского генерала Антония Мадалинского. По разделу с сестрой, владел отцовским майоратом — имением Крулево-Кресло, в Кальварийском уезде, Августовской губернии (впоследствии Волковышский уезд, Сувалкской губернии), при котором в 1840 году был основан Крулевокресловский № 102 винокуренный завод. После его смерти майоратным владельцем стал сын — Александр, а после него дочь — Елизавета Гончарова. 
Сестра — Марцеллина Даниловна Непокойчицкая (23.08.1823—12.10.1878), фрейлина императрицы Александры Фёдоровны. Пожалована во фрейлины указом от 5 декабря 1841, вместе с княжной Е. А. Чернышёвой. Была замужем за генерал—адъютантом А. А. Непокойчицким. После смерти отца, по раздельному акту, 5 декабря 1851 засвидетельствованном в Херсонской палате гражданского суда, от имени М. Д. Непокойчицкой её поверенным и мужем, тогда генерал—майором А. А. Непокойчицким, а от имени полковника А. Д. Герштенцвейга его поверенным, полковником Свиридовым, Марцеллина Даниловна наследовала благоприобретенное отцовское недвижимое имение Кемяны, состоящее Ковенской губернии, в Поневежском уезде, в коем при покупке оного в 1825 году крестьян было 164 души и капитал в 10 000 руб. серебром; остальное недвижимое имение отца, а именно капитал 27 188 руб. серебром и майоратное имение Крулево-Кресло, состоящее Августовской губернии, в Кальварийском уезде, оцененное в 35 000 руб. серебром, предоставлено брату её, полковнику А. Д. Герштенцвейгу. 
Жена — Елизавета Степановна Андреевская (26.04.1828—25.05.1880), дочь генерала Степана Степановича Андреевского от его брака с Елизаветой Алексеевной Пашковой, дочерью богатого бригадира А. А. Пашкова. Помещица родового имения, состоящего: села Васильевского и деревни Новосёлки, Курмышского уезда, Симбирской губернии, в коих за ней, по 10-й ревизии, 425 крестьянских душ муж. пола; деревни Медная, Кирсановского уезда, Тамбовской губернии, в коем за ней, по 10-й ревизии, 225 крестьянских душ муж. пола. 
В браке имели сына и двух дочерей.
- Александр (17.01.1847—22.02.1873) — штабс-ротмистр. В 1866 из камер-пажей произведён в корнеты лейб-гвардейского Конного полка; 9 (21) января 1869 командирован в распоряжение командующего войсками Туркестанского военного округа. Командуя казачьей 10-й уральской сотней первого пограничного разъезда[13], корнет А. Д. Герштенцвейг в декабре 1869 отличился при охране окрестностей крепости Катта-Курган Заравшанского округа[14] и разгроме остатков отрядов мятежников Каршинского бекства под командованием Баба-бея (Бабана)[15]; 17 (29) апреля 1870 произведён в поручики; 5 (17) августа 1870 пожалован орд. Св. Станислава 3-й ст.; c 16 (28) апреля 1872 — штабс-ротмистр. Также застрелился из пистолета, из которого застрелились дед и отец; 22 апреля (4 мая) 1873 исключен из списков полка умершим.
- Елизавета (21.02.1845—25.11.1907), фрейлина Марии Александровны, замужем за С. С. Гончаровым.
- Наталья (19.12.1848—?), фрейлина Марии Александровны. По именному указу от 1 января 1873 года, пожалована во фрейлины вместе с княжной Дарьей Владимировной Трубецкой (замужем за бароном В. А. Фредериксом) и девицей Евгенией Александровной Галл (замужем за Н. А. Адлербергом)[16].

Жена и дети православные. 